# Geijera
Geijera is een geslacht uit de wijnruitfamilie (Rutaceae). De soorten komen voor op het eiland Nieuw-Guinea, in Australië en Nieuw-Caledonië.

## Soorten
- Geijera balansae (Baill.) Schinz & Guillaumin
- Geijera cauliflora Baill.
- Geijera helmsiae F.M.Bailey
- Geijera linearifolia (DC.) J.M.Black
- Geijera paniculata (F.Muell.) Druce
- Geijera parviflora Lindl.
- Geijera salicifolia Schott
- Geijera tartarea T.G.Hartley ex Munzinger & Bruy

... · 
Acradenia · 
Acronychia · 
Aegle · 
Afraegle · 
Amyris · 
Casimiroa · 
Choisya · 
Citrus · 
Clausena · 
Dictamnus · 
Diplolaena · 
Fortunella · 
Limonia · 
Melicope · 
Murraya · 
Phellodendron · 
Poncirus · 
Ptelea · 
Ruta · 
Skimmia · 
Tetradium · 
Vangueriella · 
Vepris · 
Zanthoxylum · 
Zieria · 
...